# Zelotes sclateri
Zelotes sclateri är en spindelart som beskrevs av Tucker 1923. Zelotes sclateri ingår i släktet Zelotes och familjen plattbuksspindlar. Inga underarter finns listade i Catalogue of Life.